# Jules Méline

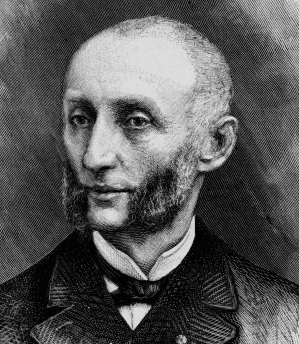
Jules Méline 1898.

Félix Jules Méline, född den 20 maj 1838 i Remiremont, departementet Vosges, död den 21 december 1925 i Paris, var en fransk politiker. 
Méline ägnade sig åt advokatyrket, valdes 1872 till deputerad för sin hemtrakt och tillhörde som sådan först nationalförsamlingen, sedan deputeradekammaren, tills han i juli 1903 blev senator för Vosges. Han slöt sig genast till republikanska vänstern, stödde Thiers politik, var en kort tid 1879 understatssekreterare i justitieministeriet och gjorde sig från 1880 känd som protektionismens ivrigaste förespråkare inom deputeradekammaren. 
Méline räknas som den egentlige skaparen av Frankrikes i januari 1892 definitivt lagfästa skyddstullsystem. Han gjorde sig även sedermera i tal och skrift till målsman för en nästan till prohibitism gränsande tullpolitik. Han var februari 1883–mars 1885 jordbruksminister i Ferrys andra ministär och instiftade därunder den sedermera ymnigt utdelade ordensutmärkelsen Mérite agricole. Åren 1888–89 var Méline deputeradekammarens talman samt stod april 1896–juni 1898 i spetsen för ett moderat-republikanskt protektionistiskt kabinett, vari han själv innehade jordbruksportföljen. Han motsatte sig envist de under hans ämbetstid först framställda yrkandena på en revision av Dreyfusprocessen. 
Efter 1898 års val nödgades Méline vika för en radikal ministär Brisson, och han samlade sedan de moderata oppositionsgrupperna "vänstra centern" och "opportunisterna" till "progressistpartiet". I senaten försvarade han spannmålstullarna mot alla angrepp, och han protesterade (6 december 1905) vältaligt mot lagförslaget om kyrkans skiljande från staten samt påyrkade förgäves förhandlingar om ett nytt konkordat. Méline var oktober 1915-december 1916 jordbruksminister i ministären Briand. Han var ledamot av Académie d'agriculture. Méline behandlade jordbrukets och industrins förhållande till varandra i det rätt uppmärksammade arbetet Le retour à la terre et la surproduction industrielle (1905).